# Château d'Engelbourg
Le château d'Engelbourg (familièrement surnommé « l'Œil de la Sorcière » par les locaux) est un monument historique situé à Thann, dans le département français du Haut-Rhin.

## Localisation
Ce bâtiment est situé au Engelbourg à Thann.

## Historique
Ce château fut construit au XIIIe siècle par le comte de Ferrette pour surveiller la vallée de la Thur. 
À la suite des traités de Westphalie qui rattachent l'Alsace à la France, la frontière est repoussée des Vosges sur le Rhin et ce château perd son intérêt stratégique. Louis XIV ordonne alors, en février 1673, le démantèlement du château de d'Engelbourg. Le travail est confié à l'intendant Mathias Poncet de la Rivière, qui le fait exécuter par des mineurs de Giromagny. Après plusieurs tentatives, la grosse tour du donjon se soulève et se brise en plusieurs parties ; l'une d'entre elles est retombée pour former ce qu'on a surnommé « l'Œil de la Sorcière ».
Les ruines spectaculaires ont été représentées sur plusieurs gravures romantiques du XIXe siècle.
Les restes de l'édifice sont classés au titre des monuments historiques depuis 1898.
Depuis 2006, chaque année des jeunes bénévoles viennent restaurer les ruines du château par l'intermédiaire de l'association Études et Chantiers Grand Est. De 2006 à 2012, des sections de murs et murailles, dont un appareil défensif contre l'artillerie, ont été mises au jour et consolidées. Un relevé très détaillé a été réalisé à cette occasion, et a permis une reconstitution informatique en 3D du site.

## Architecture

Témoin de la qualité des mortiers utilisés à cette période du Moyen Âge.
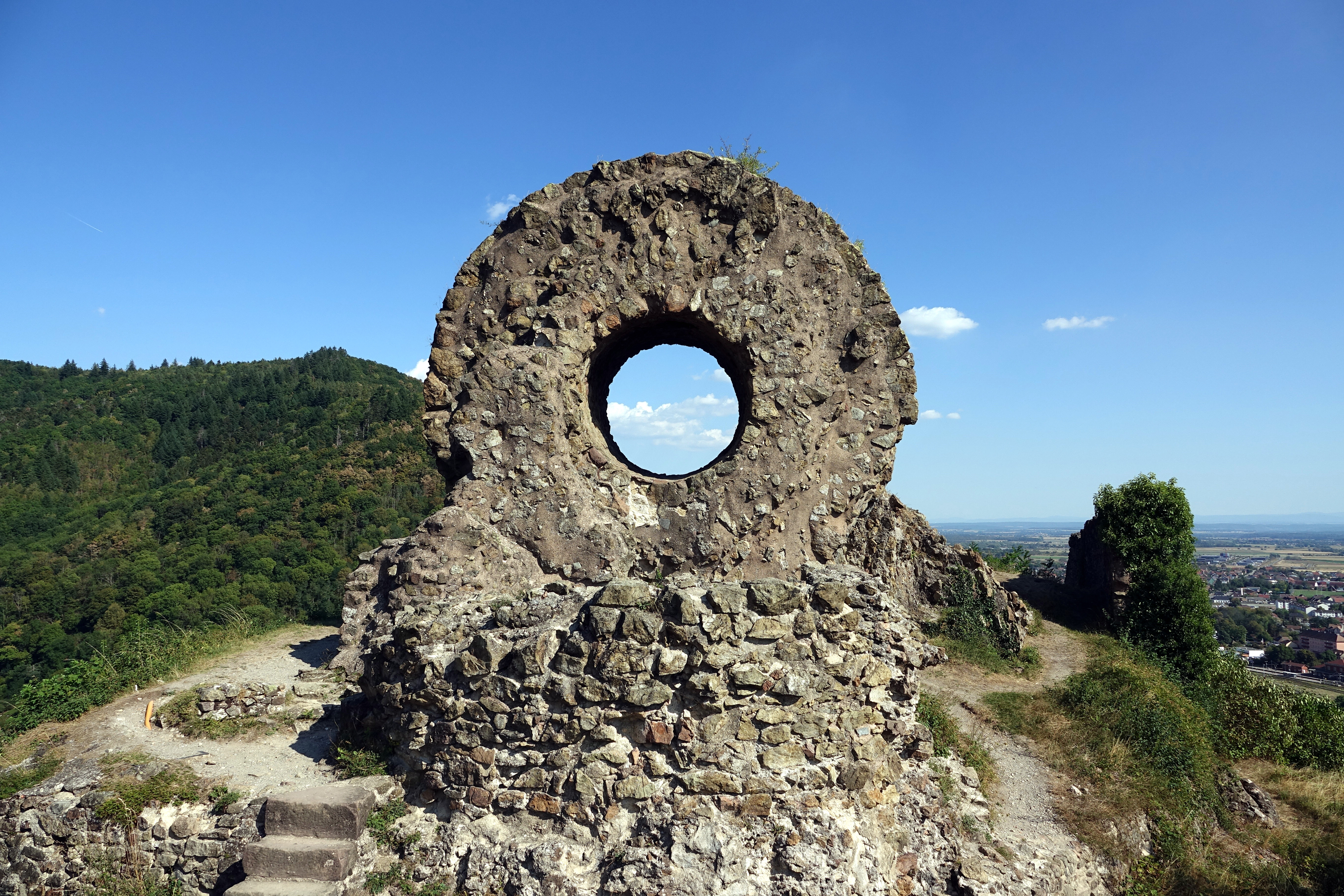
L'oeil de la sorcière au chateau d'Engelbourg. Aout 2022.
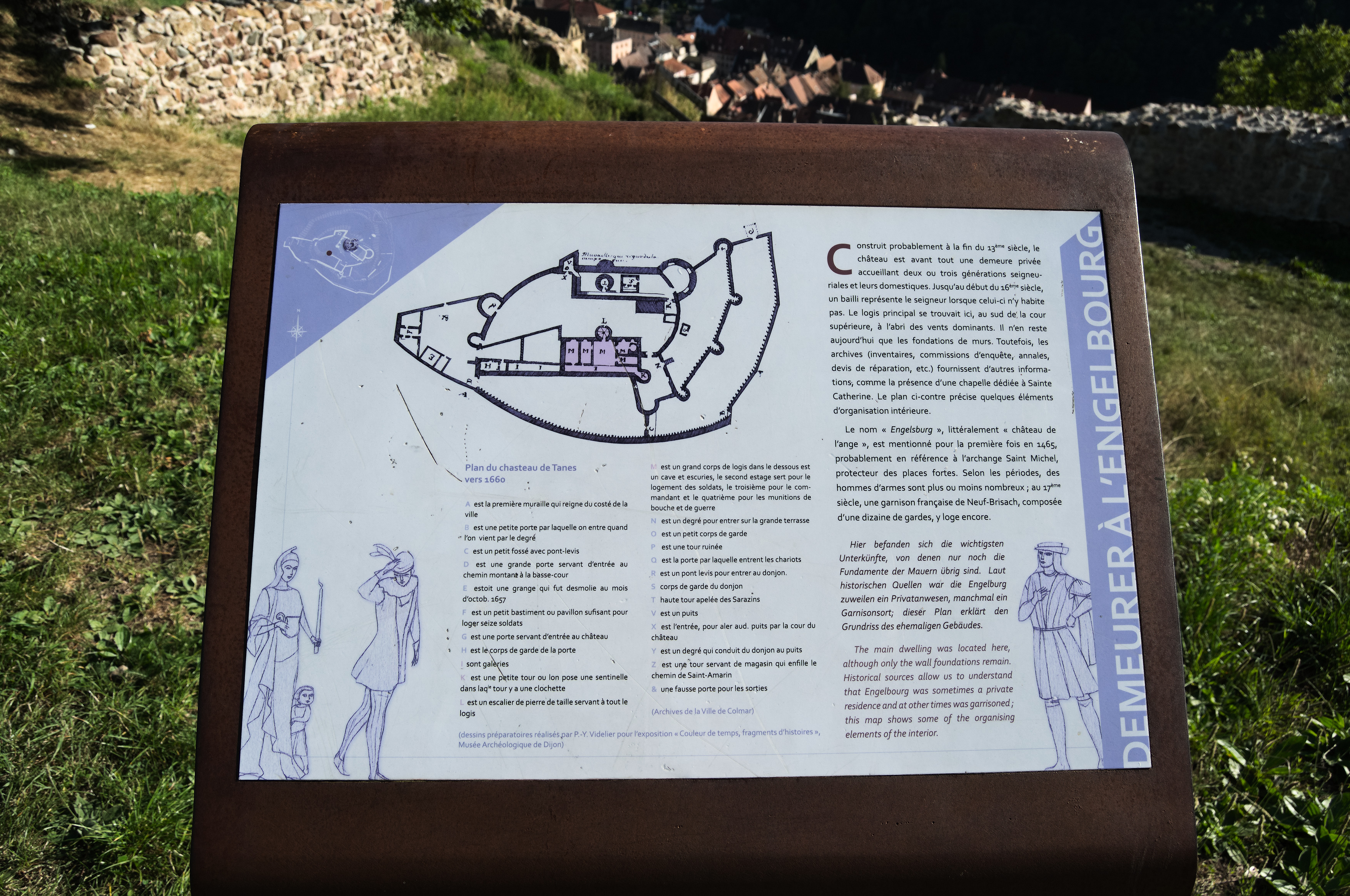
Panneau signalétique.
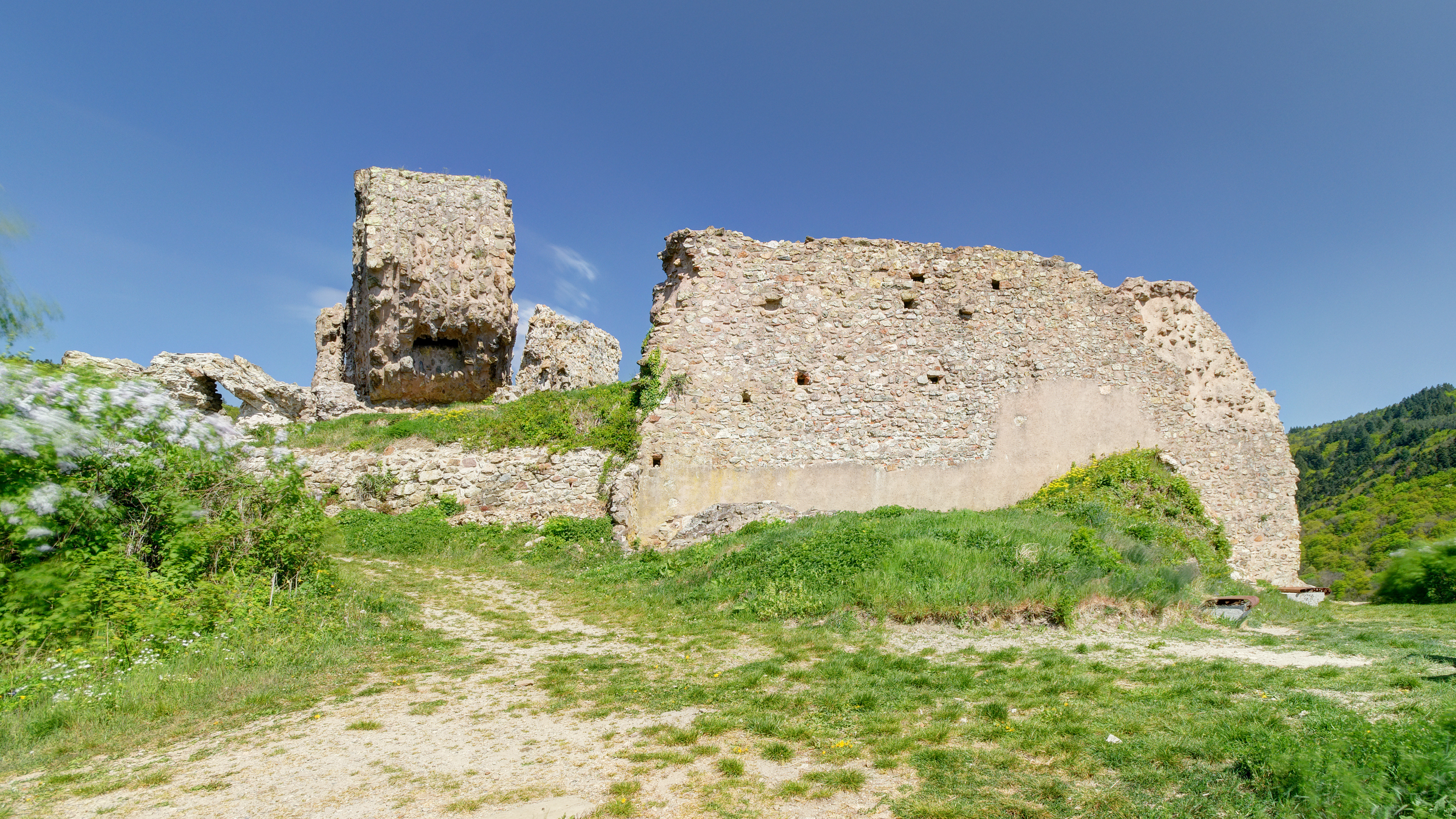
Photo de Thomas Bresson[2].
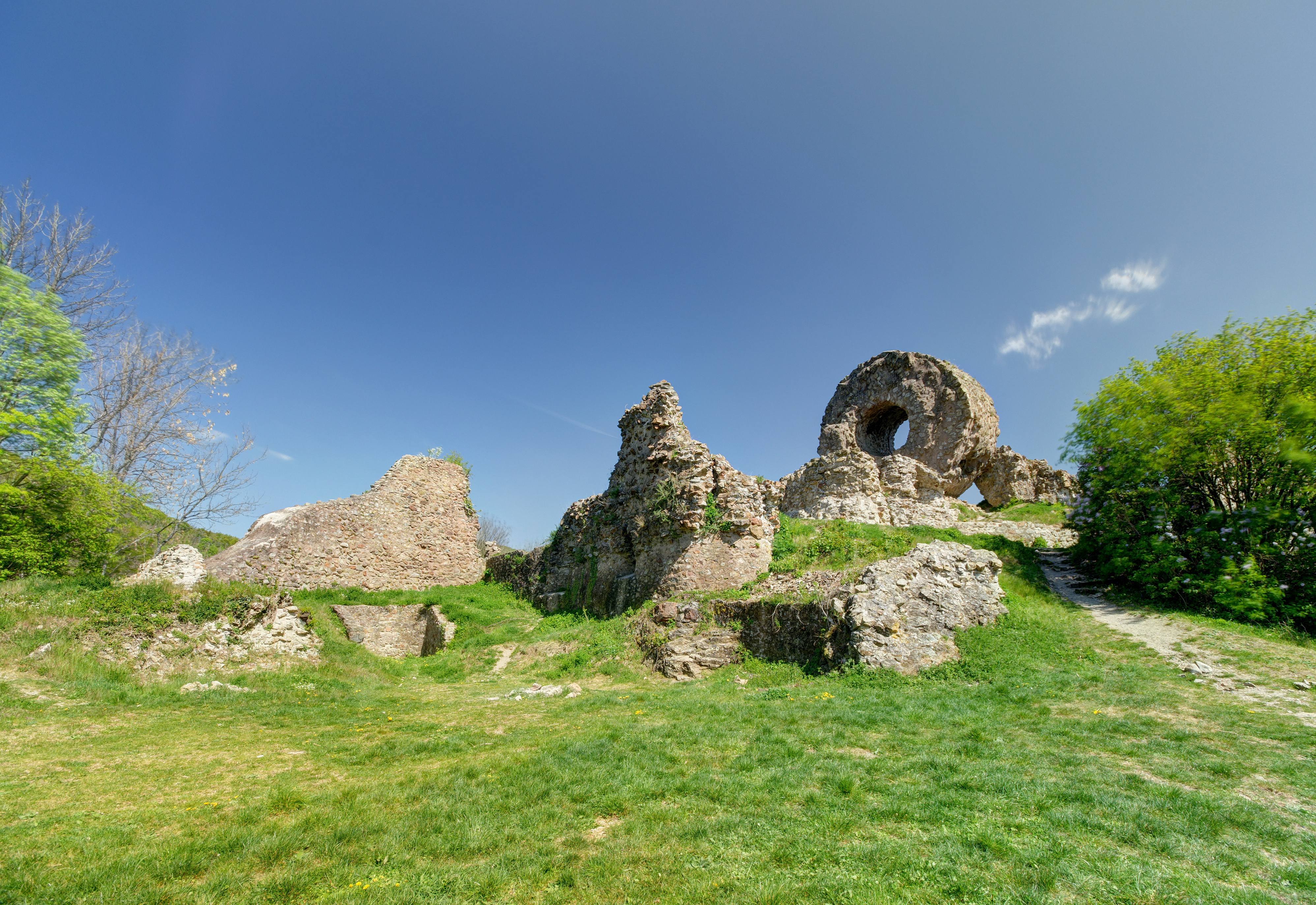
Photo de Thomas Bresson.

Donjon circulaire, la tour des Sorcières est un flanquement cylindrique avec de courtes archères et des bouches à feu ovales. 
Dans sa dernière extension la forteresse dont le cœur, avec son donjon et le logis qui le jouxtait, sont du XIIIe siècle. Elle a une forme ovale de 150 m de long sur 70 de large, sur un petit mamelon de 445 m d'altitude, entouré d'enceintes étagées.
« L'œil de la sorcière », toujours en place, témoigne de la cohésion de certains mortiers à la fin du Moyen Âge.